# Gakunenbetsu kanji haitōhyō
Gakunenbetsu kanji haitōhyō (学年別漢字配当表? , letteralmente «lista di kanji divisi per anno scolastico») è una lista di 1.006 kanji fatta commissionare dal Ministero dell'Educazione giapponese. Questa lista contiene i kanji appresi da uno scolaro giapponese in sei anni di scuola primaria. È anche chiamata Kyōiku kanji (教育漢字? «Kanji di formazione») o Gakushū kanji (学習漢字? «Kanji di studio»).

## Traduzione
I kanji hanno diversi significati e sfumature di significato sia nella lettura On sia in quella Kun, in molti casi presentando difficoltà nel rendere una traduzione che ne copra tutti gli aspetti. Nei seguenti prospetti viene data la traduzione che più si avvicina al significato generale che il singolo kanji vuole esprimere, e traduzioni specifiche per i kanji di uso più comune. Per la lettura Kun, le sillabe che seguono il trattino (-), sono Okurigana

## Primo anno (80 kanji)
一 二 三 四 五 六
七 八 九 十 百 千
上 下 左 右 中 大
小 月 日 年 早 木
林 山 川 土 空 田
天 生 花 草 虫 犬
人 名 女 男 子 目
耳 口 手 足 見 音
力 気 円 入 出 立
休 先 夕 本 文 字
学 校 村 町 森 正
水 火 玉 王 石 竹
糸 貝 車 金 雨 赤
青 白
| Kanji | Significato          | Lettura On   | Lettura Kun        |
| 一    | uno                  | ichi, itsu   | hito-tsu           |
| 二    | due                  | ni, ji       | futa-tsu           |
| 三    | tre                  | san          | mit-tsu            |
| 四    | quattro              | shi          | yot-tsu, yon       |
| 五    | cinque               | go           | itsu-tsu           |
| 六    | sei                  | roku         | mut-tsu            |
| 七    | sette                | shichi       | nana-tsu           |
| 八    | otto                 | hachi        | yat-tsu            |
| 九    | nove                 | ku, kyū      | kokono-tsu         |
| 十    | dieci                | jū           | tō                 |
| 百    | cento                | hyaku        | momo               |
| 千    | mille                | sen          | chi                |
| 上    | Sopra                | jō           | ue                 |
| 下    | Sotto                | ka, ge       | shita              |
| 左    | sinistra             | sa           | hidari             |
| 右    | destra               | u, yū        | migi               |
| 中    | interno, all'interno | chū          | naka               |
| 大    | grande               | dai          | ō-kii              |
| 小    | piccolo              | shō          | chii-sai           |
| 月    | mese; luna           | gatsu, getsu | tsuki              |
| 日    | giorno; sole         | nichi        | hi                 |
| 年    | anno                 | nen          | toshi              |
| 早    | presto               | sō           | haya-i             |
| 木    | albero               | moku; boku   | ki                 |
| 林    | boscaglia            | rin          | hayashi            |
| 山    | monte                | san          | yama               |
| 川    | fiume                | sen          | kawa               |
| 土    | suolo                | do           | tsuchi             |
| 空    | cielo                | kū           | sora               |
| 田    | campo di riso        | den          | ta                 |
| 天    | paradiso; cielo      | ten          | ama                |
| 生    | vita                 | sei, shō     | i-kiru, u-mu, nama |
| 花    | fiore                | ka           | hana               |
| 草    | erba                 | sō           | kusa               |
| 虫    | insetto              | chū          | mushi              |
| 犬    | cane                 | ken          | inu                |
| 人    | persona              | jin, nin     | hito               |
| 名    | nome                 | mei, myō     | na                 |
| 女    | femmina              | jo, nyo      | on'na              |
| 男    | maschio              | dan, nan     | otoko              |
| 子    | bambino              | shi, su      | ko                 |
| 目    | occhio               | moku         | me                 |
| 耳    | orecchio             | ji, ni       | mimi               |
| 口    | bocca                | kō           | kuchi              |
| 手    | mano                 | shu          | te                 |
| 足    | piede; gamba         | soku         | ashi               |
| 見    | vedere               | ken          | mi-ru              |
| 音    | suono                | on           | ne, oto            |
| 力    | potenza              | riki, ryoku  | chikara            |
| 気    | spirito              | ki, ke       | iki                |
| 円    | cerchio; yen         | en           | maru               |
| 入    | entrare              | nyū          | hai-ru, i-ru       |
| 出    | uscire               | shutsu       | de-ru              |
| 立    | stare in piedi       | ritsu        | ta-tsu             |
| 休    | riposare             | kyū          | yasu-mu            |
| 先    | precedente           | sen          | saki               |
| 夕    | sera                 | seki         | yū                 |
| 本    | libro                | hon          | moto               |
| 文    | scrivere             | bun, mon     | fumi               |
| 字    | carattere            | ji           | azana              |
| 学    | studiare             | gaku         | mana-bu            |
| 校    | scuola               | kō           | kase               |
| 村    | villaggio            | son          | mura               |
| 町    | città                | chō          | machi              |
| 森    | foresta              | shin         | mori               |
| 正    | correggere           | sei          | tada-shii          |
| 水    | acqua                | sui          | mizu               |
| 火    | fuoco                | ka           | hi                 |
| 玉    | gemma                | gyoku        | tama               |
| 王    | re                   | ō            |                    |
| 石    | pietra               | seki         | ishi               |
| 竹    | bambù                | chiku        | take               |
| 糸    | filo                 | shi          | ito                |
| 貝    | conchiglia           |              | kai                |
| 車    | veicolo con le ruote | sha          | kuruma             |
| 金    | oro                  | kin          | kane               |
| 雨    | pioggia              | u            | ame                |
| 赤    | rosso                | seki         | aka                |
| 青    | blu                  | sei          | ao                 |
| 白    | bianco               | haku         | shiro              |

## Secondo anno (160 kanji)
万 丸 交 京 今 会
体 何 作 元 兄 光
公 内 冬 刀 分 切
前 北 午 半 南 原
友 古 台 合 同 回
図 国 園 地 場 声
売 夏 外 多 夜 太
妹 姉 室 家 寺 少
岩 工 市 帰 広 店
弓 引 弟 弱 強 当
形 後 心 思 戸 才
教 数 新 方 明 星
春 昼 時 晴 曜 書
朝 来 東 楽 歌 止
歩 母 毎 毛 池 汽
活 海 点 父 牛 理
用 画 番 直 矢 知
社 秋 科 答 算 米
紙 細 組 絵 線 羽
考 聞 肉 自 船 色
茶 行 西 親 角 言
計 記 話 語 読 谷
買 走 近 通 週 道
遠 里 野 長 門 間
雪 雲 電 頭 顔 風
食 首 馬 高 魚 鳥
鳴 麦 黄 黒
| Kanji | Significato                | Lettura On  | Lettura Kun          |
| 数    | numero                     | sū          | kazu                 |
| 多    | tanto, tanti               | ta          | ō-i                  |
| 少    | poco, pochi                | shō         | suku-nai, suko-shi   |
| 万    | diecimila                  | man         | yorozu               |
| 半    | metà                       | han         | naka-ba              |
| 形    | forma                      | kei o gyō   | katachi              |
| 太    | grasso                     | ta          | futo-i               |
| 細    | sottile                    | sai         | hoso-i               |
| 広    | largo                      | kō          | hiro-i               |
| 長    | lungo                      | chō         | naga-i               |
| 点    | punto                      | ten         | bochi                |
| 丸    | cerchio                    | gan         | maru                 |
| 交    | miscuglio                  | kō          | maji-waru            |
| 光    | luce                       | kō          | hikari               |
| 角    | angolo                     | kaku        | kado, tsuno, sumi    |
| 計    | misura                     | kei         | haka-ru              |
| 直    | giusto, corretto           | choku, jiki | tada-chi, nao-su     |
| 線    | linea                      | sen         | suji                 |
| 矢    | freccia                    | shi         | ya                   |
| 弱    | debole                     | jaku        | yowa-i               |
| 強    | forte                      | kyō         | tsuyo-i              |
| 高    | elevato, alto              | kō          | taka-i               |
| 同    | stesso                     | dō          | ona-ji               |
| 親    | genitore                   | shin        | oya                  |
| 母    | madre                      | bo          | haha,kaa             |
| 父    | padre                      | fu          | chichi, tou          |
| 姉    | sorella maggiore           | shi         | ane                  |
| 兄    | fratello maggiore          | kei         | ani                  |
| 弟    | fratello minore            | tei o dai   | otōto                |
| 妹    | sorella minore             | mai         | imōto                |
| 自    | sé                         | ji o shi    | mizuka-ra            |
| 友    | amico                      | yū          | tomo                 |
| 体    | corpo                      | tai         | karada               |
| 毛    | capelli                    | mō          | ke                   |
| 頭    | testa                      | tō          | atama                |
| 顔    | volto                      | gan         | kao                  |
| 首    | collo                      | shu         | kubi                 |
| 心    | cuore                      | shin        | kokoro               |
| 時    | tempo                      | ji          | toki                 |
| 曜    | giorno della settimana     | yō          | hikari, kagayaku     |
| 朝    | mattino                    | chō         | asa                  |
| 昼    | giorno                     | chū         | hiru                 |
| 夜    | notte                      | ya          | yoru                 |
| 分    | minuto; capire             | fun,bun     | wa-karu              |
| 週    | settimana                  | shū         | meguru               |
| 春    | primavera                  | shun        | haru                 |
| 夏    | estate                     | ka          | natsu                |
| 秋    | autunno                    | shū         | aki                  |
| 冬    | inverno                    | tō          | fuyu                 |
| 今    | adesso                     | kon         | ima                  |
| 新    | nuovo                      | shin        | atara-shii           |
| 古    | vecchio                    | ko          | furu-i               |
| 間    | intervallo                 | kan, ken    | ma, aida             |
| 方    | direzione                  | hō          | kata                 |
| 北    | nord                       | hoku        | kita                 |
| 南    | sud                        | nan         | minami               |
| 東    | est                        | tō          | higashi, azuma       |
| 西    | ovest                      | sei o sai   | nishi                |
| 遠    | lontano                    | en          | tō-i                 |
| 近    | vicino                     | kin         | chika-i              |
| 前    | di fronte                  | zen         | mae                  |
| 後    | dietro                     | go,kou      | nochi, ushi-ro, ato  |
| 内    | dentro                     | nai         | uchi                 |
| 外    | fuori                      | gai o ge    | soto, hoka, hazu-su  |
| 場    | luogo                      | jō          | ba                   |
| 地    | terra, suolo               | chi o ji    | tsuchi               |
| 国    | paese, nazione             | koku        | kuni                 |
| 園    | giardino                   | en          | sono                 |
| 谷    | valle                      | koku        | tani                 |
| 野    | campo                      | ya          | no                   |
| 原    | campo; origine             | gen         | hara                 |
| 里    | villaggio                  | ri          | sato                 |
| 市    | città                      | shi         | ichi                 |
| 京    | capitale                   | kyō o kei   | miyako               |
| 風    | vento                      | fū          | kaze                 |
| 雪    | neve                       | setsu       | yuki                 |
| 雲    | nuvola                     | un          | kumo                 |
| 池    | stagno                     | chi         | ike                  |
| 海    | mare                       | kai         | umi                  |
| 岩    | roccia                     | gan         | iwa                  |
| 星    | stella                     | sei         | hoshi                |
| 室    | stanza                     | shitsu      | muro                 |
| 戸    | porta                      | ko          | to o be              |
| 家    | casa                       | ka o ke     | ie                   |
| 寺    | tempio buddista            | ji          | tera                 |
| 通    | attraversare               | tsū         | tō-ru                |
| 門    | cancello                   | mon         | kado                 |
| 道    | strada                     | dō          | michi                |
| 話    | parlare                    | wa          | hanashi              |
| 言    | dire                       | gen,gon     | i-u,koto             |
| 答    | risposta                   | tō          | kota-eru             |
| 声    | voce                       | sei         | koe                  |
| 聞    | ascoltare                  | bun o mon   | ki-ku                |
| 語    | linguaggio                 | go          | kata-ru              |
| 読    | leggere                    | doku        | yo-mu                |
| 書    | scrivere                   | sho         | ka-ku                |
| 記    | dichiarazione, descrizione | ki          | shiru-su             |
| 紙    | carta                      | shi         | kami                 |
| 画    | disegno, immagine          | ga o kaku   | kagiru, haka-ru      |
| 絵    | disegno, dipinto           | kai         | e                    |
| 図    | figura, illustrazione      | to o zu     | haka-ru              |
| 工    | lavoro, arte, abilità      | kō o ku     | takumi               |
| 教    | insegnare                  | kyō         | oshi-eru             |
| 晴    | bel tempo                  | sei         | hare                 |
| 思    | pensare                    | shi         | omo-u                |
| 考    | pensare a                  | kō          | kanga-eru            |
| 知    | sapere                     | chi         | shi-ru               |
| 才    | abilità, attitudine        | sai,zai     | wazukani,zae         |
| 理    | causa, ragione, motivo     | ri          | kotowari             |
| 算    | calcolare                  | san         | kazo-eru, kazu       |
| 作    | fare                       | saku        | tsuku-ru             |
| 元    | origine                    | gen o gan   | moto                 |
| 食    | mangiare                   | shoku       | ta-beru, ku-u        |
| 肉    | carne                      | niku        | shishi               |
| 馬    | cavallo                    | ba          | uma o ma             |
| 牛    | bovino, vacca              | gyū         | ushi                 |
| 魚    | pesce                      | gyo         | uo o sakana          |
| 鳥    | uccello                    | chō         | tori                 |
| 羽    | piuma                      | u           | ha o hane            |
| 鳴    | cinguettio                 | mei         | na-ku                |
| 麦    | grano                      | baku        | mugi                 |
| 米    | riso                       | bei o mai   | kome                 |
| 茶    | te (bevanda)               | cha, sa, ta | cha                  |
| 色    | colore                     | shoku       | iro                  |
| 黄    | giallo                     | ō           | ki                   |
| 黒    | nero                       | koku        | kuro                 |
| 来    | venire                     | rai         | ku-ru                |
| 行    | andare                     | kō o gyō    | i-ku, yu-ku, oko-nau |
| 帰    | rincasare                  | ki          | kae-ru               |
| 歩    | camminare                  | ho          | aru-ku, ayu-mu       |
| 走    | correre                    | sō          | hashi-ru             |
| 止    | stop (fermarsi)            | shi         | to-maru              |
| 活    | attivo                     | katsu       | i-kiru               |
| 店    | negozio                    | ten         | mise                 |
| 買    | comprare                   | bai         | ka-u                 |
| 売    | vendere                    | bai         | u-ru                 |
| 午    | mezzogiorno                | go          | uma                  |
| 汽    | spirito; vapore            | ki          | yuge                 |
| 弓    | arco                       | kyū         | yumi                 |
| 回    | -volte (contatore), girare | kai         | mawaru               |
| 会    | associazione; incontrare   | kai o e     | a-u                  |
| 組    | classe, gruppo, team       | so          | kumi                 |
| 船    | nave                       | sen         | fune                 |
| 明    | luminoso                   | mei         | aka-rui              |
| 社    | compagnia, società         | sha         | yashiro              |
| 切    | tagliare                   | setsu       | ki-ru                |
| 電    | elettricità                | den         | inazuma              |
| 毎    | ogni                       | mai         | tsune                |
| 合    | unire; incontrare          | gō          | a-u                  |
| 当    | colpire                    | tō          | a-taru               |
| 台    | base, unità                | dai o tai   | yorokobu             |
| 楽    | piacevole                  | raku        | tano-shii            |
| 公    | pubblico                   | kou         | ōyake                |
| 引    | tirare                     | in          | hi-ku                |
| 科    | sezione; grado, livello    | ka          | shina, ana           |
| 歌    | canzone, cantare           | ka          | uta, utau            |
| 刀    | spada, katana              | tō          | katana               |
| 番    | numero (contatore)         | ban         | tsugau, tsugaeru     |
| 用    | uso, impiego               | yō          | mochi-iru            |
| 何    | cosa                       | ka          | nani o nan           |

## Terzo anno (200 kanji)
丁 世 両 主 乗 予 事 仕 他 代 住 使 係 倍 全 具 写 列 助 勉 動 勝 化 区
医 去 反 取 受 号 向 君 味 命 和 品 員 商 問 坂 夫 始 委 守 安 定 実 客 宮 宿 寒 対 局 屋 岸 島 州 帳 平 幸 度 庫 庭 式 役 待 急 息 悪 悲 想 意 感 所 打 投 拾 持 指 放 整 旅 族 昔 昭 暑 暗 曲 有 服 期 板 柱 根 植 業 様 横 橋 次 歯 死 氷 決 油 波 注 泳 洋 流 消 深 温 港 湖 湯 漢 炭 物 球 由 申 界 畑 病 発 登 皮 皿 相 県 真 着 短 研 礼 神 祭 福 秒 究 章 童 笛 第 筆 等 箱 級 終 緑 練 羊 美 習 者 育 苦 荷 落 葉 薬 血 表
典 詩 調 談 豆 負 起 路 身 転 軽 農 返 追 送 速 進 遊 運 部 都
配 酒 重 鉄
銀 開 院 陽
階 集 面 題
飲 館 駅 鼻
| Kanji | Significato                                 | Lettura On          | Lettura Kun                          |
| 丁    | foglia, blocco, dolce                       | tei, chō            | hinoto, a-taru, yoboro               |
| 世    | mondo                                       | se, sei             | yo, sekai                            |
| 両    | entrambi                                    | ryō                 | futatsu                              |
| 主    | padrone, maestro, capofamiglia              | shu                 | nushi or omo                         |
| 乗    | guidare                                     | jō                  | no-ru                                |
| 予    | in avanti                                   | yo, sha             | ata-eru, arakaji-me                  |
| 事    | cosa (astratta)                             | ji                  | koto                                 |
| 仕    | servire                                     | shi                 | tsuka-eru                            |
| 他    | altro                                       | ta                  | hoka                                 |
| 代    | sostituto, rimpiazzo                        | dai, tai            | ka-waru, yo                          |
| 住    | abitare                                     | jū                  | su-mu, todo-maru                     |
| 使    | usare                                       | shi                 | tsuka-u                              |
| 係    | dovere, concernente                         | kei                 | kaka-ru                              |
| 倍    | doppio, due volte, -volte (contatore)       | bai                 | somuku, masu                         |
| 全    | tutto, intero                               | zen                 | matta-ku                             |
| 具    | strumento                                   | gu                  | sona-eru, sona-e, tsubusa-ni         |
| 写    | copiare, replicare                          | sha                 | utsu-su, utsu-shi                    |
| 列    | linea, fila, colonna (matematica)           | retsu, rei          | tsuraneru                            |
| 助    | aiutare                                     | jo, sho             | tasu-keru, suke                      |
| 勉    | tentare, sforzarsi                          | ben                 | tsuto-meru                           |
| 動    | muoversi                                    | dō                  | ugo-ku                               |
| 勝    | vincere                                     | shō                 | ka-tsu                               |
| 化    | cambiare, mascherare                        | ka                  | ba-keru                              |
| 区    | protezione, difesa, guardia                 | ku                  | -                                    |
| 医    | medico                                      | i                   | iya-su                               |
| 去    | lasciare                                    | kyo o ko            | sa-ru                                |
| 反    | opposto, contrario                          | han                 | so-ru                                |
| 取    | prendere                                    | shu                 | to-ru                                |
| 受    | ricevere                                    | ju                  | u-keru                               |
| 号    | numero                                      | gō                  | sakebu, yobina                       |
| 向    | verso (preposizione)                        | kō                  | mu-kau                               |
| 君    | tu                                          | kun                 | kimi                                 |
| 味    | gusto, sapore                               | mi                  | aji o aji-wau                        |
| 命    | vita                                        | mei                 | inochi                               |
| 和    | pace                                        | wa                  | yawa-ragu, nago-mu                   |
| 品    | articolo                                    | hin                 | shina                                |
| 員    | membro                                      | in                  | kazu                                 |
| 商    | commercio                                   | shō                 | akinau                               |
| 問    | domandare                                   | mon                 | to-u, ton                            |
| 坂    | pendio                                      | han                 | saka                                 |
| 央    | centro                                      | ō                   | nakaba                               |
| 始    | iniziare                                    | shi                 | haji-meru                            |
| 委    | comitato                                    | i                   | yuda-neru                            |
| 守    | proteggere                                  | shu                 | mamo-ru                              |
| 安    | economico                                   | an                  | yasu-i                               |
| 定    | riparare                                    | tei, jō             | sada-meru                            |
| 実    | frutto, contenuto                           | jitsu               | mi, mino-ru, makoto                  |
| 客    | ospite                                      | kyaku               | maroudo                              |
| 宮    | santuario, principe (membro fam. imperiale) | kyū                 | miya                                 |
| 宿    | locanda                                     | shuku               | yado, yado-ru                        |
| 寒    | freddo                                      | kan                 | samu-i                               |
| 対    | contro, opposto                             | tai                 | kotaeru, mukau, narabu               |
| 局    | ufficio                                     | kyoku               | tsubone, shikiru                     |
| 屋    | premessa                                    | oku                 | ya                                   |
| 岸    | riva                                        | gan                 | kishi                                |
| 島    | isola                                       | tō                  | shima                                |
| 州    | stato                                       | shū                 | su, shima                            |
| 帳    | libro contabile                             | chō                 | tobari, hari                         |
| 平    | piano                                       | hei, byō            | tai-ra, hira                         |
| 幸    | felicità                                    | kō                  | saiwa-i, shiawa-se                   |
| 度    | grado                                       | do                  | tabi, hakaru                         |
| 庫    | magazzino                                   | ko                  | kura                                 |
| 庭    | giardino                                    | tei                 | niwa                                 |
| 式    | stile                                       | shiki               | noru, nottoru                        |
| 役    | ruolo                                       | yaku                | tsutome, edachi                      |
| 待    | attendere                                   | tai                 | ma-tsu                               |
| 急    | fretta                                      | kyū                 | iso-gu                               |
| 息    | respiro                                     | soku                | iki                                  |
| 悪    | male, malvagio                              | aku                 | waru-i                               |
| 悲    | triste                                      | hi                  | kana-shii                            |
| 想    | pensiero, pensare                           | sō                  | omo-u, omo-i                         |
| 意    | idea, pensiero                              | i                   | kokoro, omoi, omou                   |
| 感    | sentire, sensazione                         | kan                 | -                                    |
| 所    | luogo                                       | sho                 | tokoro                               |
| 打    | colpire                                     | da                  | u-tsu                                |
| 投    | gettare, lanciare                           | tō                  | na-geru                              |
| 拾    | raccogliere                                 | shū, jū             | hiro-u, too                          |
| 持    | tenere                                      | ji                  | mo-tsu                               |
| 指    | dito                                        | shi                 | yubi, sa-su                          |
| 放    | rilascio                                    | hō                  | hana-su                              |
| 整    | mettere in ordine                           | sei                 | totono-eru                           |
| 旅    | viaggio                                     | ryo                 | tabi                                 |
| 族    | tribù                                       | zoku                | seki, shaku                          |
| 昔    | tempo fa                                    | seki, shaku         | mukashi                              |
| 昭    | chiaro                                      | shō                 | akiraka                              |
| 暑    | caldo                                       | sho                 | atsu-i                               |
| 暗    | buio                                        | an                  | kura-i                               |
| 曲    | spartito, storto                            | kyoku               | ma-garu                              |
| 有    | essere                                      | yū                  | a-ru                                 |
| 服    | vestiti                                     | fuku                | kiru, kimono, shitaga-u              |
| 期    | periodo di tempo                            | ki                  | chigi-ru                             |
| 板    | bordo                                       | han or ban          | ita                                  |
| 柱    | pilastro                                    | chū                 | hashira                              |
| 根    | radice                                      | kon                 | ne                                   |
| 植    | impianto                                    | shoku               | u-eru                                |
| 業    | affare                                      | gyō, gō             | waza, sudeni                         |
| 様    | aspetto, Signor-, Signora- (onorifico)      | yō                  | sama                                 |
| 横    | lato                                        | ō                   | yoko                                 |
| 橋    | ponte                                       | kyō                 | hashi                                |
| 次    | prossimo                                    | ji                  | tsugi, tsu-gu                        |
| 歯    | dente                                       | shi                 | ha                                   |
| 死    | morte                                       | shi                 | shi-nu                               |
| 氷    | ghiaccio                                    | hyō                 | kōri                                 |
| 決    | decidere                                    | ketsu               | ki-meru                              |
| 油    | olio                                        | yu                  | abura                                |
| 波    | onda                                        | ha                  | nami                                 |
| 注    | versare                                     | chū                 | soso-gu                              |
| 泳    | nuotare                                     | ei                  | oyo-gu                               |
| 洋    | oceano, orientale                           | yō, shō             | nada                                 |
| 流    | corrente                                    | ryū                 | naga-reru                            |
| 消    | estinguere                                  | shō                 | ki-eru, ke-su                        |
| 深    | profondo                                    | shin                | fuka-i                               |
| 温    | caldo                                       | on                  | atata-kai                            |
| 港    | porto                                       | kō                  | minato                               |
| 湖    | lago                                        | ko                  | mizūmi                               |
| 湯    | acqua calda                                 | tō                  | yu                                   |
| 漢    | Cina                                        | kan                 | kara, otoko                          |
| 炭    | carbone                                     | tan                 | sumi                                 |
| 物    | cosa                                        | butsu, motsu        | mono                                 |
| 球    | palla                                       | kyū                 | tama                                 |
| 由    | ragione                                     | yū, yu              | yoshi                                |
| 申    | dire                                        | shin                | mō-su, no-biru, sa-ru                |
| 界    | società, dominio, mondo                     | kai                 | sakai                                |
| 畑    | campo (agric.)                              | -                   | hata, hatake                         |
| 病    | malato                                      | byō                 | yamai                                |
| 発    | partenza                                    | hotsu, hochi, hatsu | tatsu, hanatsu, hiraku, abaku, okoru |
| 登    | scalare, salita                             | tō, to              | nobo-ru                              |
| 皮    | pelle                                       | hi                  | kawa                                 |
| 皿    | piatto (aliment.)                           | bei, myō            | sara                                 |
| 相    | reciproco                                   | sō                  | ai                                   |
| 県    | prefettura                                  | ken                 | kakeru, kakaru, agata                |
| 真    | vero                                        | shin                | ma                                   |
| 着    | indossare; arrivare                         | chaku               | ki-ru or tsu-ku                      |
| 短    | breve                                       | tan                 | mijika-i                             |
| 研    | affilare                                    | ken                 | to-gu                                |
| 礼    | grazie                                      | rei                 | nori                                 |
| 神    | dio                                         | shin or jin         | kami                                 |
| 祭    | festival                                    | sai                 | matsu-ri                             |
| 福    | fortuna                                     | fuku                | saiwai, himorogi                     |
| 秒    | secondo                                     | byō                 | nogi                                 |
| 究    | ricerca                                     | kyū                 | kiwameru, kiwamaru                   |
| 章    | capitolo                                    | shō                 | aya, shirushi, akiraka               |
| 童    | giovanile                                   | dō, tō              | warabe                               |
| 笛    | fischio                                     | teki                | fue                                  |
| 第    | (prefisso numerico ordinale)                | dai                 | tsuide, yashiki, tada                |
| 筆    | pennello per scrivere                       | hitsu               | fude                                 |
| 等    | classe                                      | tō                  | hito-shii                            |
| 箱    | scatola                                     | shō, sō             | hako                                 |
| 級    | rango                                       | kyū                 | shina                                |
| 終    | fine                                        | shū                 | o-waru                               |
| 緑    | verde                                       | ryoku               | midori                               |
| 練    | pratica                                     | ren                 | ne-ru                                |
| 羊    | pecora                                      | yō                  | hitsuji                              |
| 美    | bellezza                                    | bi                  | utsuku-shii                          |
| 習    | imparare                                    | shū                 | nara-u                               |
| 者    | qualcuno                                    | sha                 | mono                                 |
| 育    | nutrire                                     | iku                 | soda-teru, soda-tsu                  |
| 苦    | soffire                                     | ku                  | kuru-shii or niga-i                  |
| 荷    | bagagli                                     | ka                  | ni                                   |
| 落    | caduta                                      | raku                | o-chiru                              |
| 葉    | foglia                                      | yō                  | ha                                   |
| 薬    | medicina                                    | yaku                | kusuri                               |
| 血    | sangue                                      | ketsu               | chi                                  |
| 表    | lista, superficie                           | hyō                 | omote or arawa-su                    |
| 典    | codice                                      | ten                 | -                                    |
| 詩    | poesia                                      | shi                 | karauta                              |
| 調    | indagare                                    | chō                 | shira-beru                           |
| 談    | discutere                                   | dan, tan            | kataru                               |
| 豆    | fagioli                                     | tō or zu            | mame                                 |
| 負    | perdere                                     | fu                  | ma-keru or o-u                       |
| 起    | svegliare, risvegliare                      | ki                  | o-kiru                               |
| 路    | strada                                      | ro                  | ji                                   |
| 身    | corpo                                       | shin                | mi                                   |
| 転    | ruotare                                     | ten                 | koro-bu                              |
| 軽    | luce                                        | kei                 | karu-i                               |
| 農    | agricoltura                                 | nō                  | kusagiru, tagayasu                   |
| 返    | ritorno                                     | hen                 | kae-su                               |
| 追    | seguire                                     | tsui                | o-u                                  |
| 送    | inviare                                     | sō                  | oku-ru                               |
| 速    | veloce                                      | soku                | haya-i                               |
| 進    | anticipo                                    | shin                | susu-mu                              |
| 遊    | giocare, divertirsi                         | yū                  | aso-bu                               |
| 運    | trasportare                                 | un                  | hako-bu                              |
| 部    | parte                                       | bu, ho, hō          | wakeru, suberu, tsukasa,             |
| 都    | metropoli                                   | to or tsu           | miyako                               |
| 配    | distribuire                                 | hai                 | kuba-ru                              |
| 酒    | vino di riso, sake                          | shu                 | sake or saka                         |
| 重    | pesante                                     | jū or chō           | omo-i or kasa-neru                   |
| 鉄    | ferro                                       | techi, tetsu        | kurogane                             |
| 銀    | argento                                     | gin, gon            | shirogane                            |
| 開    | aprire, aperto                              | kai                 | hira-ku or a-ku                      |
| 院    | istituzione                                 | in                  | -                                    |
| 陽    | sole, luce                                  | yō                  | hi, itsuwaru                         |
| 階    | piano di edificio                           | kai                 | kizahashi, hashigo, shina            |
| 集    | raccogliere                                 | shū                 | atsu-maru                            |
| 面    | faccia                                      | men                 | omo-te or tsura                      |
| 題    | argomento                                   | dai                 | hitai                                |
| 飲    | bere                                        | in                  | no-mu                                |
| 館    | edificio pubblico                           | kan                 | yakata, tate                         |
| 駅    | stazione                                    | eki                 | umaya                                |
| 鼻    | naso                                        | bi                  | hana                                 |

## Quarto anno (200 kanji)
不 争 付 令 以 仲 伝 位 低 例 便 信 倉 候 借 停 健 側 働 億 兆 児 共 兵 典 冷 初 別 利 刷 副 功 加 努 労 勇 包 卒 協 単 博 印 参 史 司 各 告 周 唱 喜 器 囲 固 型 堂 塩 士 変 央 失 好 季 孫 完 官 害 察 巣 差 希 席 帯 底 府 康 建 径 徒 得 必 念 愛 成 戦 折 挙 改 救 敗 散 料 旗 昨 景 最 望 未 末 札 材 束 松 果 栄 案 梅 械 極 標 機 欠 歴 残 殺 毒 氏 民 求 治 法 泣 浅 浴 清 満 漁 灯 無 然 焼 照 熱 牧 特 産 的 省 祝 票 種 積 競 笑 管 節 粉 紀 約 結 給 続 置 老 胃 脈 腸 臣 航 良 芸 芽 英 菜 街 衣 要 覚 観 訓 試 説 課 議 象 貨 貯 費 賞 軍 輪 辞 辺 連 達 選 郡 量 録 鏡 関 陸 隊 静 順 願 類 飛 飯 養 験
| Kanji | Significato                   | Lettura On | Lettura Kun                  |
| 不    | no (prefisso di negazione)    | fu, bu     | sezu, niarazu, inaya         |
| 争    | conflitto                     | sō         | araso-u                      |
| 付    | allegare                      | fu         | tsu-ku                       |
| 令    | ordini                        | rei        |                              |
| 以    | da (tempor.)                  | i          |                              |
| 仲    | rapporto                      | chū        | naka                         |
| 伝    | trasmettere                   | den        | tsuta-eru                    |
| 位    | rango                         | i          | kurai                        |
| 低    | basso                         | tei        | hiku-i                       |
| 例    | esempio                       | rei        | tato-eru                     |
| 便    | convenienza                   | ben or bin | tayo-ri                      |
| 信    | fiducia                       | shin       | makoto, tayori, makaseru     |
| 倉    | stoccaggio, granaio           | sō         | kura                         |
| 候    | clima                         | kō         |                              |
| 借    | prendere in prestito          | shaku      | ka-riru                      |
| 停    | arrestare, fermare            | tei        | todomaru                     |
| 健    | sano                          | ken        | sukoyaka, takeshi, shitataka |
| 側    | lato                          | soku       | kawa                         |
| 働    | lavoro                        | dō         | hatara-ku                    |
| 億    | cento milioni                 | oku        |                              |
| 兆    | tera-, trilione               | chō        | kiza-shi, kizasu             |
| 児    | bambino                       | ji, ni     | ko                           |
| 共    | insieme                       | kyō        | tomo                         |
| 兵    | soldati                       | hei or hyō | tsuwamono                    |
| 典    | codice                        | ten        |                              |
| 冷    | freddo, fresco                | rei        | tsume-tai, hi-eru, sa-meru   |
| 初    | prima                         | sho        | hatsu or haji-me             |
| 別    | separare                      | betsu      | waka-reru                    |
| 利    | profitto                      | ri         |                              |
| 刷    | stampare                      | satsu      | su-ru                        |
| 副    | vice-, assistente             | fuku       | sou, soe                     |
| 功    | realizzazione, risultato      | kō         |                              |
| 加    | aggiungere                    | ka         | kuwa-eru                     |
| 努    | lavoro, fatica                | do         | tsuto-meru                   |
| 労    | lavoro                        | rō         | negira-u                     |
| 勇    | coraggio                      | yū         | isa-mu                       |
| 包    | avvolgere                     | hō         | tsutsu-mu                    |
| 卒    | laureato                      | sotsu      |                              |
| 協    | cooperazione                  | kyō        |                              |
| 単    | semplice                      | tan        |                              |
| 博    | ampio, abbondante             | haku       |                              |
| 印    | marchio                       | in         | shirushi                     |
| 参    | partecipare                   | san        | mai-ru                       |
| 史    | storia                        | shi        |                              |
| 司    | direttore                     | shi        |                              |
| 各    | ogni                          | kaku       | ono-ono                      |
| 告    | dire, informare               | koku       | tsu-geru                     |
| 周    | circonferenza                 | shū        | mawa-ri                      |
| 唱    | canto                         | shō        | tona-eru                     |
| 喜    | gioire                        | ki         | yoroko-bu                    |
| 器    | contenitore                   | ki         | utsuwa                       |
| 囲    | circondare                    | i          | kako-u                       |
| 固    | indurire                      | ko         | kata-maru                    |
| 型    | modello                       | kei        | kata                         |
| 堂    | salone, camera                | dō         |                              |
| 塩    | sale                          | en         | shio                         |
| 士    | gentiluomo                    | shi        |                              |
| 変    | cambiare                      | hen        | ka-waru                      |
| 夫    | marito                        | fu fuu bu  | otto                         |
| 失    | perdere                       | shitsu     | ushina-u                     |
| 好    | piacere, preferire            | kō         | su-ku or kono-mu             |
| 季    | stagioni                      | ki         |                              |
| 孫    | nipote                        | son        | mago                         |
| 完    | perfetto, perfezione          | kan        |                              |
| 官    | del governo, ufficiale        | kan        |                              |
| 害    | danno, ostacolo               | gai        |                              |
| 察    | esaminare, investigare        | satsu      |                              |
| 巣    | nido                          | sō         | su                           |
| 差    | differenza, distinzione       | sa         |                              |
| 希    | speranza                      | ki         | mare                         |
| 席    | sede                          | seki       |                              |
| 帯    | cintura, fascia               | tai        | obi                          |
| 底    | fondo                         | tei        | soko                         |
| 府    | prefettura urbana             | fu         |                              |
| 康    | facile, tranquillo            | kō         |                              |
| 建    | costruire                     | ken        | ta-teru                      |
| 径    | diametro                      | kei        |                              |
| 徒    | compagno, partner             | to         |                              |
| 得    | acquisire, ottenere           | toku       | e-ru                         |
| 必    | necessariamente               | hitsu      | kanara-zu                    |
| 念    | pensiero                      | nen        |                              |
| 愛    | amore                         | ai         |                              |
| 成    | diventare                     | sei        | na-ru                        |
| 戦    | guerra                        | sen        | ikusa or tataka-u            |
| 折    | piegare                       | setsu      | o-ru                         |
| 挙    | aumentare                     | kyo        | a-geru                       |
| 改    | riformare                     | kai        | arata-meru                   |
| 救    | salvezza, riscattare          | kyū        | suku-u                       |
| 敗    | fallimento                    | hai        | yabu-reru                    |
| 散    | spargere                      | san        | chi-ru                       |
| 料    | materiale, tassa, prezzo      | ryō        | hakaru                       |
| 旗    | bandiera                      | ki         | hata                         |
| 昨    | precedente                    | saku       |                              |
| 景    | paesaggio                     | kei        |                              |
| 最    | più (prefisso superlat.)      | sai        | mo or motto-mo               |
| 望    | sperare                       | bō         | nozo-mu                      |
| 未    | non, non ancora               | mi         | ima-da                       |
| 末    | fine                          | matsu      | sue                          |
| 札    | etichetta                     | satsu      | fuda                         |
| 材    | materiale, legname, talento   | zai        |                              |
| 束    | insieme, gruppo, grappolo     | soku       | taba or tsuka                |
| 松    | pino                          | shō        | matsu                        |
| 果    | frutto; realizzare            | ka         | ha-tasu                      |
| 栄    | prosperità                    | ei         | saka-eru                     |
| 案    | piano, idea, suggerimento     | an         |                              |
| 梅    | albicocca (prugna giapponese) | bai        | ume                          |
| 械    | articolo, strumento           | kai        |                              |
| 極    | poli (terrestri)              | kyoku      | kiwa-meru                    |
| 標    | segnale, marchio              | hyō        |                              |
| 機    | macchina                      | ki         | hata                         |
| 欠    | rottura, mancare              | ketsu      | ka-keru                      |
| 歴    | prendere tempo                | reki       |                              |
| 残    | restare, lasciare             | zan        | noko-ru                      |
| 殺    | uccidere                      | satsu      | koro-su                      |
| 毒    | veleno                        | doku       |                              |
| 氏    | cognome                       | shi        | uji                          |
| 民    | persone                       | min        | tami                         |
| 求    | chiedere, domandare           | kyū        | moto-mu                      |
| 治    | governare                     | chi or ji  | osa-meru or nao-ru           |
| 法    | metodo                        | hō         |                              |
| 泣    | piangere                      | kyū        | na-ku                        |
| 浅    | superficiale                  | sen        | asa-i                        |
| 浴    | fare il bagno                 | yoku       | abi-ru                       |
| 清    | puro                          | sei or shō | kiyo-raka                    |
| 満    | pieno, completo               | man        | mi-chiru                     |
| 漁    | pescare                       | ryō or gyō | asa-ru                       |
| 灯    | lampada                       | tō         | hi                           |
| 無    | niente                        | mu or bu   | na-i                         |
| 然    | così                          | zen or nen | shika-shi                    |
| 焼    | infornare                     | shō        | ya-ku                        |
| 照    | illuminare                    | shō        | te-rasu                      |
| 熱    | caldo                         | netsu      | atsu-i                       |
| 牧    | pastorizia, razza             | boku       | maki                         |
| 特    | speciale                      | toku       |                              |
| 産    | partorire                     | san        | u-mu                         |
| 的    | obiettivo, proposito          | teki       | mato                         |
| 省    | ministero del governo         | sho or sei | habu-ku                      |
| 祝    | celebrare                     | shuku      | iwa-u                        |
| 票    | voto                          | hyō        |                              |
| 種    | seme, tipo, classe            | shu        | tane                         |
| 積    | accumulare                    | seki       | tsu-mu                       |
| 競    | contendere, competere         | kyō        | kiso-u                       |
| 笑    | ridere                        | shō        | wara-u                       |
| 管    | tubo                          | kan        | kuda                         |
| 節    | nodo, unione                  | setsu      | fushi                        |
| 粉    | farina                        | fun        | ko or kona                   |
| 紀    | cronaca                       | ki         |                              |
| 約    | promessa                      | yaku       |                              |
| 結    | unire                         | ketsu      | musu-bu or yu-u              |
| 給    | salario                       | kyū        | tama-u                       |
| 続    | continuare                    | zoku       | tsudu-ku                     |
| 置    | collocare                     | chi        | o-ku                         |
| 老    | invecchiare                   | rō         | o-iru                        |
| 胃    | stomaco                       | i          |                              |
| 脈    | vena                          | myaku      |                              |
| 腸    | intestino                     | chō        |                              |
| 臣    | servo, sottoposto             | shin       |                              |
| 航    | navigare                      | kō         |                              |
| 良    | buono                         | ryō        | yo-i                         |
| 芸    | arte                          | gei        |                              |
| 芽    | germoglio                     | ga         | me                           |
| 英    | Inghilterra                   | ei         |                              |
| 菜    | verdura, vegetali             | sai        | na                           |
| 街    | città                         | gai        | machi                        |
| 衣    | vestiti                       | i          | koromo                       |
| 要    | necessario                    | yō         | i-ru                         |
| 覚    | memorizzare, ricordare        | kaku       | obo-eru, sa-meru             |
| 観    | osservare                     | kan        | mi-ru                        |
| 訓    | istruzione, lezione           | kun        |                              |
| 試    | provare                       | shi        | kokoromi-ru, tame-su         |
| 説    | teoria                        | setsu      | to-ku                        |
| 課    | capitolo, sezione             | ka         |                              |
| 議    | deliberare, considerare       | gi         |                              |
| 象    | elefante                      | zō or shō  |                              |
| 貨    | beni, prodotti                | ka         |                              |
| 貯    | salvare                       | cho        | ta-meru                      |
| 費    | spendere                      | hi         | tsui-yasu                    |
| 賞    | premio                        | shō        |                              |
| 軍    | esercito, truppe              | gun        |                              |
| 輪    | anello, ruota                 | rin        | wa                           |
| 辞    | rinunciare, dimettersi        | ji         | ya-meru                      |
| 辺    | ambiente, vicinato            | hen        | ata-ri                       |
| 連    | unire, accompagnare           | ren        | tsu-reru or tsura-neru       |
| 達    | realizzare                    |            | tachi                        |
| 選    | scegliere                     | sen        | era-bu                       |
| 郡    | contea, distretto             | gun        |                              |
| 量    | misurare, quantificare        | ryō        |                              |
| 録    | registro, copia               | roku       |                              |
| 鏡    | specchio                      | kyō        | kagami                       |
| 関    | barriera; relazione           | kan        | seki                         |
| 陸    | terra                         | riku       |                              |
| 隊    | gruppo                        | tai        |                              |
| 静    | tranquillo                    | sei        | shizu-ka                     |
| 順    | ordine, turno                 | jun        |                              |
| 願    | chiedere, desiderare          | gan        | nega-u                       |
| 類    | classe, varietà, gruppo       | rui        |                              |
| 飛    | volare                        | hi         | to-bu                        |
| 飯    | pasto, cibo                   | han        | meshi                        |
| 養    | tenere, mantenere             | yō         | yashina-u                    |
| 験    | prova, test                   | ken        |                              |

## Quinto anno (185 kanji)
久 仏 仮 件 任 似 余 価 保 修 俵 個 備 像 再 刊 判 制 券 則 効 務 勢 厚 句 可 営 因 団 圧 在 均 基 報 境 墓 増 夢 妻 婦 容 寄 富 導 居 属 布 師 常 幹 序 弁 張 往 復 徳 志 応 快 性 恩 情 態 慣 承 技 招 授 採 接 提 損 支 政 故 敵 断 旧 易 暴 条 枝 査 格 桜 検 構 武 比 永 河 液 混 減 測 準 演 潔 災 燃 版 犯 状 独 率 現 留 略 益 眼 破 確 示 祖 禁 移 程 税 築 精 素 経 統 絶 綿 総 編 績 織 罪 群 義 耕 職 肥 能 興 舌 舎 術 衛 製 複 規 解 設 許 証 評 講 謝 識 護 豊 財 貧 責 貸 貿 賀 資 賛 質 輸 述 迷 退 逆 造 過 適 酸 鉱 銅 銭 防 限 険 際 雑 非 預 領 額 飼
| Kanji | Significato                               | Lettura On   | Lettura Kun       |
| 久    | lungo tempo                               | kyū          | hisa              |
| 仏    | Buddha, Francia                           | hutsu, butsu | hotoke            |
| 仮    | temporaneo, falso                         | ka, ke       | kari              |
| 件    | affare, caso                              | ken          |                   |
| 任    | responsabilità, affidare a                | nin          | maka-seru         |
| 似    | sembrare, somigliare                      | ji           | ni-ru             |
| 余    | eccedere                                  | yo           | ama-ru            |
| 価    | valore                                    | ka           | atai              |
| 保    | preservare                                | ho           | tamo-tsu          |
| 修    | disciplina, controllare                   | shū          | osa-meru          |
| 俵    | sacco di paglia                           | hyō          | tawara            |
| 個    | individuale                               | ko           |                   |
| 備    | fornire                                   | bi           | sona-eru          |
| 像    | statua, immagine, figura                  | zō           |                   |
| 再    | di nuovo                                  | sai o sa     | futata-bi         |
| 刊    | pubblicare, editare                       | kan          |                   |
| 判    | distinguere, giudicare                    | han          | waka-ru           |
| 制    | controllare                               | sei          |                   |
| 券    | biglietto                                 | ken          |                   |
| 則    | norma, regola                             | soku         | notto-ru          |
| 効    | effetto                                   | kō           | ki-ku             |
| 務    | dovere, compito                           | mu           | tsuto-meru        |
| 勢    | forza, vigore                             | sei          | ikio-i            |
| 厚    | spesso, ricco                             | kō           | atsu-i            |
| 句    | frase, clausola                           | ku           |                   |
| 可    | possibile                                 | ka           |                   |
| 営    | dirigere un negozio                       | ei           | itona-mu          |
| 因    | causa                                     | in           | yo-ru             |
| 団    | gruppo, associazione                      | dan, ton     |                   |
| 圧    | pressione                                 | atsu         |                   |
| 在    | esistere, essere                          | zai          | a-ru              |
| 均    | livello                                   | kin          |                   |
| 基    | fondazione, origine                       | ki           | moto-duku         |
| 報    | informare, ricompensare                   | hō           | muku-iru          |
| 境    | bordo, limite, frontiera                  | kyō          | sakai             |
| 墓    | tomba                                     | bo           | haka              |
| 増    | aumentare, incrementare                   | zō           | ma-su, fu-eru     |
| 夢    | sogno                                     | mu           | yume              |
| 妻    | moglie                                    | sai          | tsuma             |
| 婦    | signora                                   | fu           |                   |
| 容    | contenuto                                 | yō           |                   |
| 寄    | avvicinare, approcciare                   | ki           | yo-ru             |
| 富    | abbondanza                                | fu           | tomi              |
| 導    | guidare                                   | dō           | michibi-ku        |
| 居    | risiedere, essere                         | kyo          | i-ru              |
| 属    | sottomissione                             | zoku         |                   |
| 布    | panno                                     | fu           | nuno              |
| 師    | maestro, esperto                          | shi          |                   |
| 常    | normale, sempre                           | jō           | tsune             |
| 幹    | tronco d'albero, base                     | kan          | miki              |
| 序    | inizio, prefazione                        | jo           |                   |
| 弁    | discorso, dialetto, valvola               | ben          |                   |
| 張    | allungare, ampliare                       | chō          | ha-ru             |
| 往    | viaggio                                   | ō            |                   |
| 復    | recupero, ritorno                         | fuku         |                   |
| 徳    | virtù                                     | toku         |                   |
| 志    | aspirazione                               | shi          | kokorozashi       |
| 応    | rispondere, contestare                    | ō            |                   |
| 快    | allegro, piacevole                        | kai          | kokoroyo-i        |
| 性    | genere, sesso                             | sei, shō     | saga              |
| 恩    | bontà, grazia                             | on           |                   |
| 情    | simpatia, sentimenti                      | jō           | nasa-ke           |
| 態    | condizione, aspetto                       | tai          |                   |
| 慣    | abituarsi                                 | kan          | na-reru           |
| 承    | acconsentire, ascoltare                   | shō          | uketamawa-ru      |
| 技    | tecnica, arte, abilità                    | gi           | waza              |
| 招    | invitare, chiamare                        | shō          | mane-ku           |
| 授    | istruire, concedere                       | ju           | sazu-keru         |
| 採    | raccogliere (frutta), prendere (medicina) | sai          | to-ru             |
| 接    | contatto                                  | setsu        | ses-suru, tsu-gu  |
| 提    | proposta, portare in mano                 | tei          | sa-geru           |
| 損    | perdita, danno                            | son          | soko-neru         |
| 支    | supporto                                  | shi          | sasa-eru          |
| 政    | politica                                  | sei          | matsurigoto       |
| 故    | circostanza                               | ko           | yue               |
| 敵    | nemico                                    | teki         | kataki            |
| 断    | rifiutare, interrompere                   | dan          | ta-tsu, kotowa-ru |
| 旧    | antico, vecchi tempi                      | kyū          |                   |
| 易    | facile                                    | eki          | yasa-shii         |
| 暴    | sfogo, scoppio                            | bō           | aba-ku            |
| 条    | articolo, clausola                        | jō           |                   |
| 枝    | ramo, biforcazione                        | shi          | eda               |
| 査    | investigare                               | sa           |                   |
| 格    | status                                    | kaku         |                   |
| 桜    | ciliegio                                  | ō            | sakura            |
| 検    | esaminare                                 | ken          |                   |
| 構    | costruire                                 | kō           | kama-eru          |
| 武    | militare                                  | bu, mu       |                   |
| 比    | confrontare                               | hi           | kura-beru         |
| 永    | eterno                                    | ei           | naga-i            |
| 河    | ruscello, corrente                        | ga           | kawa              |
| 液    | fluido                                    | eki          |                   |
| 混    | mescolare                                 | kon          | ma-zaru           |
| 減    | diminuire                                 | gen          | he-ru             |
| 測    | misurare                                  | soku         | haka-ru           |
| 準    | livello, associato                        | jun          |                   |
| 演    | eseguire                                  | en           |                   |
| 潔    | incontaminato                             | ketsu        | isagiyo-i         |
| 災    | disastro                                  | sai          | wazawa-i          |
| 燃    | bruciare                                  | nen          | mo-eru            |
| 版    | edizione (stampa)                         | han          |                   |
| 犯    | crimine                                   | han          | oka-su            |
| 状    | forma, condizione                         | jō           |                   |
| 独    | solo, Germania                            | doku         | hito-ri           |
| 率    | tasso                                     | ritsu, sotsu | hiki-iru          |
| 現    | apparire                                  | gen          | arawa-reru        |
| 留    | trattenere                                | ryū, ru      | todo-maru         |
| 略    | abbreviazione                             | ryaku        |                   |
| 益    | beneficio                                 | eki          |                   |
| 眼    | bulbo oculare                             | gan          | me                |
| 破    | lacerare                                  | ha           | yabu-ru           |
| 確    | sicuro, certo                             | kaku         | tashi-ka          |
| 示    | indicare, mostrare                        | shi          | shime-su          |
| 祖    | antenato                                  | so           |                   |
| 禁    | divieto, proibizione                      | kin          |                   |
| 移    | muovere, spostare                         | i            | utsu-ru           |
| 程    | grado, estensione                         | tei          | hodo              |
| 税    | tassa, imposta                            | zei          |                   |
| 築    | costruire                                 | chiku        | kizu-ku           |
| 精    | raffinato, perfezionato                   | sei          |                   |
| 素    | elementare, rudimentale                   | su, so       | moto              |
| 経    | passare, trascorrere                      | kei, kyō     | he-ru             |
| 統    | complessivo, governare                    | tō           | su-beru           |
| 絶    | cessare                                   | zetsu        | ta-tsu            |
| 綿    | cotone                                    | men          | wata              |
| 総    | generale, intero                          | sō           |                   |
| 編    | intrecciare, redazione                    | hen          | a-mu              |
| 績    | impresa                                   | seki         |                   |
| 織    | tramare, tessere                          | shiki        | o-ru              |
| 罪    | crimine, colpa                            | zai          | tsumi             |
| 群    | gregge                                    | gun          | mu-reru           |
| 義    | moralità, giustizia                       | gi           |                   |
| 耕    | arare                                     | kō           | tagaya-su         |
| 職    | occupazione                               | shoku        |                   |
| 肥    | concimare                                 | hi           | ko-yasu           |
| 能    | abilità, talento                          | nō           |                   |
| 興    | intrattenere, diffondere                  | kyō          | oko-su            |
| 舌    | lingua                                    | zetsu        | shita             |
| 舎    | capanna, cottage                          | sha          |                   |
| 術    | arte, tecnica                             | jutsu        | sube              |
| 衛    | difesa                                    | ei           |                   |
| 製    | fabbricare                                | sei          |                   |
| 複    | duplicare                                 | fuku         |                   |
| 規    | regola, norma                             | ki           |                   |
| 解    | risolvere, sciogliere                     | ge, kai      | to-ku             |
| 設    | stabilire                                 | setsu        | mouke-ru          |
| 許    | permettere                                | kyo          | yuru-su           |
| 証    | prove, testimonianza                      | shō          | akashi            |
| 評    | valutare                                  | hyō          |                   |
| 講    | lezione, conferenza                       | kō           |                   |
| 謝    | scusarsi                                  | sha          | ayama-ru          |
| 識    | discriminare                              | shiki        |                   |
| 護    | salvaguardare                             | go           | mamo-ru           |
| 豊    | abbondanza                                | hō           | yuta-ka           |
| 財    | ricchezza, benessere                      | zai          |                   |
| 貧    | povero                                    | hin          | mazushi-i         |
| 責    | colpa, responsabilità                     | seki         | se-meru           |
| 貸    | prestare                                  | tai          | ka-su             |
| 貿    | commercio, scambio                        | bō           |                   |
| 賀    | congratulazioni                           | ga           |                   |
| 資    | risorse, capitale                         | shi          |                   |
| 賛    | lodare                                    | san          |                   |
| 質    | qualità, contenuto                        | shitsu       |                   |
| 輸    | trasportare                               | yu           |                   |
| 述    | menzionare                                | jutsu        | no-beru           |
| 迷    | smarrirsi                                 | mei          | mayo-u            |
| 退    | retrocedere                               | tai          | shirizo-ku        |
| 逆    | inverso                                   | gyaku        | sakara-u          |
| 造    | creare                                    | zō           | tsuku-ru          |
| 過    | esagerare, oltrepassare                   | ka           | ayama-chi         |
| 適    | adatto                                    | teki         |                   |
| 酸    | acido                                     | san          |                   |
| 鉱    | minerale                                  | kō           |                   |
| 銅    | rame                                      | dō           |                   |
| 銭    | moneta, centesimo di yen                  | sen          | zeni              |
| 防    | resistere, difendere                      | bō           | fuse-gu           |
| 限    | limitare, restringere                     | gen          | kagi-ru           |
| 険    | ripido, precipitoso                       | ken          | kewa-shii         |
| 際    | frontiera, occasione                      | sai          | kiwa              |
| 雑    | miscellaneo, vario                        | zatsu        |                   |
| 非    | negativo, sbagliato                       | hi           | ara-zu            |
| 預    | depositare                                | yo           | azu-keru          |
| 領    | territorio                                | ryō          |                   |
| 額    | quantità (di denaro)                      | gaku         | hitai             |
| 飼    | crescere (animali), addomesticare         | shi          | ka-u              |

## Sesto anno (181 kanji)
並 乱 乳 亡 仁 供 俳 値 傷 優 党 冊 処 刻 割 創 劇 勤 危 卵 厳 収 后 否 吸 呼 善 困 垂 城 域 奏 奮 姿 存 孝 宅 宇 宗 宙 宝 宣 密 寸 専 射 将 尊 就 尺 届 展 層 己 巻 幕 干 幼 庁 座 延 律 従 忘 忠 憲 我 批 担 拝 拡 捨 探 推 揮 操 敬 映 晩 暖 暮 朗 机 枚 染 株 棒 模 権 樹 欲 段 沿 泉 洗 派 済 源 潮 激 灰 熟 片 班 異 疑 痛 皇 盛 盟 看 砂 磁 私 秘 穀 穴 窓 筋 策 簡 糖 系 紅 納 純 絹 縦 縮 署 翌 聖 肺 背 胸 脳 腹 臓 臨 至 若 著 蒸 蔵 蚕 衆 裁 装 裏 補 視 覧 討 訪 訳 詞 誌 認 誕 誠 誤 論 諸 警 貴 賃 遺 郵 郷 針 鋼 閉 閣 降 陛 除 障 難 革 頂 骨
| Kanji | Significato | Lettura On | Lettura Kun |
| 並    | test1       | a          | b           |
| 乱    | test2       | c          | d           |
| 乳    | test3       | e          | f           |